# طارد القرش الكهربائي
تُعتبر المعادن الإلكتروليتية (EPMs) فئة جديدة من المواد الطاردة لأسماك القرش التي تنتج جهدًا قابلًا للقياس عند غمرها في إلكتروليت مثل مياه البحر الفولتيّة التي تصل إلى 1.75 فولت تيار مستمر في مياه البحر. يُفترض أن هذا الجهد يطغى على العضو الأمبولي في أسماك القرش، مما ينتج عنه عمل طارد. نظرًا لأن الأسماك العظمية تفتقر إلى العضو الأمبولي، فإن المادة الطاردة انتقائية لأسماك القرش والشفنين. هذه العملية كهروكيميائية، لذلك لا يلزم إدخال طاقة خارجية. أثناء العمل الكيميائي، يُفقد المعدن في شكل تآكل. اعتمادًا على السبيكة أو المعدن المستخدم وسماكته، يستمر تأثير طارد الحشرات الكهروضوئي حتى 48 ساعة. ينتج عن تفاعل المعدن الموجب للكهرباء في مياه البحر فقاعات غاز الهيدروجين وهيدروكسيد غير سام غير قابل للذوبان كمترسب يستقر في عمود الماء.

## التاريخ
قامَت المنظمة البحثيّة دفاع القرش (بالإنجليزية: Shark Defense)‏ باكتشاف التأثيرات الكهروكيميائية لطارد سمك القرش في 1 مايو 2006 في جنوب بيميني، جزر الباهاما في محطة بيميني البيولوجية الميدانية. تم اختيار معدن موجب للكهرباء، والذي كان أحد مكونات المغناطيس الدائم، كعنصر تحكم تجريبي لتجربة منع الحركة المنشط بواسطة إريك ستراود باستخدام قرش الليمون. كان من المتوقع ألا ينتج عن هذا المعدن أي تأثير، لأنه لم يكن مغناطيسيًا حديديًا . ومع ذلك، لوحظ رد فعل عنيف مثير عندما تم إحضار المعدن داخل 50 سم من أنف القرش. تم تكرار التجربة مع ثلاثة أسماك قرش ليمون أخرى واثنين من أسماك القرش المرضعة، وتم الحرص على التخلص من جميع الأجسام المعدنية الشاردة في موقع الاختبار. كان باتريك رايس ومايكل هيرمان وإريك ستراود حاضرين في هذه المحاكمة الأولى. شاهد مايك رو، من سلسلة ديرتي جوبز (بالإنجليزية: Dirty Jobs)‏ التابعة لقناة ديسكفري، اختبارًا وشارك فيه باستخدام معدن حساس للكهرباء في غضون 24 ساعة بعد الاكتشاف.
في الأشهر الثلاثة التالية، تم فحص مجموعة متنوعة من المعادن الانتقالية، اللانثانيدات، معادن ما بعد الانتقال، أشباه الفلزات ، والعينات غير المعدنية من أجل إثارة النشاط باستخدام اختبار حيوي منشط للثبات في أسماك القرش الليمونية الصغيرة وأسماك القرش الممرضة. تم تسجيل جميع السلوكيات من 0 إلى 4 حسب الاستجابة. تم تحديد أن معادن المجموعة الأولى والثانية والثالثة واللانثانيد قد أنتجت جميعها استجابات مثيرة، لكن متوسط الدرجة زاد عمومًا مع الإيجابية الكهربية.
تم إجراء مزيد من الاختبارات باستخدام الخلايا الكهروكيميائية ذات الجسر الملحي خلال عامي 2006 و2007 في مختبر أوك ريدج شارك. باستخدام مياه البحر كإلكتروليت وقص زعانف سمك القرش ككاثود، فإن الفولتية المقاسة ترتبط ارتباطًا وثيقًا بإمكانية الاختزال القياسية للمعدن قيد الاختبار. تفترض دفاع القرش (أو شارك ديفنس) الآن أن صافي الشحنة الموجبة من الكاتيونات التي تنتجها المعادن الموجبة للكهرباء تتراكم على الجلد الكهروسلبي لسمك القرش. تدرك أمبولة لورنزيني الزيادة الصافية للشحنة على جلد القرش، وفوق جهد 1.2 فولت، ينتج النفور.
تعمل المعادن الحساسة للكهرباء على تقليل العوامل وتحرير غاز الهيدروجين في مياه البحر عبر التحلل المائي، مما ينتج عنه جهد نصف خلية يبلغ حوالي 0.86 فولت. في نفس الوقت، يتم إنتاج راسب هيدروكسيد معدني غير قابل للذوبان، وهو مادة خاملة لنشاط طارد أسماك القرش. على هذا النحو، يتم فقد المعدن للتآكل في عملية توليد الكاتيونات. أجرت شارك ديفنس دراسات حول فقدان التآكل في عام 2008 في جنوب بيميني، جزر الباهاما، ووجدت أن قطعة 70 جرامًا من سبيكة مخصصة للكهرباء قد احتفظت بأكثر من 50٪ من وزنها الأصلي بعد 70 ساعة من الغمر. الخسائر الناتجة عن التآكل تعتمد بشكل كبير على درجة الحرارة، وبالتالي فإن مياه البحر الباردة في أعماق الصيد تعمل على تقليل معدل التآكل.

## البحث والاختبار
أبلغ ستونر وكيمر (2008)، عن نجاح استخدام السيريوم ميسميتال وكلاب البحر الشوكي في المحيط الهادئ (سكوالوس أكانثياس، وهو نوع من أسماك القرش) في الأسر، مع اختبارات عدم الحركة المنشط وتفضيل التغذية. تم استخدام معدن الرصاص كعنصر تحكم. بتشجيع من النتائج، تم إجراء دراسة طويلة للخطوط الطويلة قبالة هوميروس، ألاسكا في أواخر عام 2007 بالتعاون مع لجنة الهلبوت الدولية في المحيط الهادئ. مرة أخرى، تم استخدام الرصاص كعنصر تحكم. وجدت هذه الدراسة انخفاضًا بنسبة 17 ٪ في صيد كلاب البحر الشوكي في المحيط الهادئ، وانخفاض بنسبة 48 ٪ في صيد تزلج كلير نوز. ومع ذلك ذكرت تالاك إي آل (بالإنجليزية: Tallack et al)‏ أن السيريوم ميسميتال كان غير فعال تمامًا  ضد كلب البحر الأطلسي الشوكي في خليج مين. مانديلمان ذكرت أن التأثير الطارد اختفى بعد الجوع باستخدام كلب البحر الأطلسي الشائك الأسير، وأن هناك تباينًا خاصًا بالأنواع استجابةً للخلل بين كلب البحر الأطلسي الشائك الأسير والكلاب الملساء الداكنة ( Mustelis canis ).
لاحظ ستراود (من شارك ديفنس عام 2006) وفيشر (من في آي إم إس) أن أشعة كاو نوز الأسيرة تغير ارتفاع السباحة وتجاهل طُعم السلطعون الأزرق في الأقفاص التي تحتوي على نيوديميوم براسيوديميوم. تم تبديل موضع أقفاص العلاج، وتم وضع جميع الأقفاص في مسار السباحة للأشعة. بريل وآخرون (2008) لاحظوا أن أسماك القرش الرملية حافظت على نسبة 50-60 الخلوص سم في أنماط السباحة عند وضع قطعة من النيوديميوم-البراسيوديميوم ميسميتال في الخزان. أبلغ وانج وسبيمر ولوتون (2007) عن استجابات مكرهة لمعدلات النيوديميوم-براسيوديميوم التي توضع بالقرب من الطعوم المقدمة لأسماك قرش جالاباجوس البالغة وأسماك القرش ساندبار على أعمدة الخيزران في هاواي. في يوليو / تموز 2008، أجرى كل من ريتشارد بريل من إن إم إف إس/في آي إم إس وشارك ديفنس المزيد من التجارب في البحر باستخدام معادن حساسة للكهرباء في محاولة لتقليل الصيد العرضي لأسماك القرش في مصايد الأسماك التجارية. اعتبارًا من 2 أغسطس 2008، أبلغ بريل عن انخفاض بنسبة 3: 1 تقريبًا في صيد سمك القرش الرملي عندما تمت مقارنة الأفخاخ البلاستيكية بالمعادن. تم الحصول على دلالة إحصائية عالية، كما ورد في فرجينيا بيلوت بواسطة جوان كيمبرلين. طورت شارك ديفنس في وقت لاحق علاجًا بسيطًا للخطاف ومرفقًا للطعم تم اختبارهما على سفن الأطلسي الطويلة في عام 2008. حدد فافارو وكول (2013) من خلال التحليل التلوي أن المعادن الحساسة للكهرباء لم تقلل من الصيد العرضي للامتياز في مصايد الخيوط الطويلة التجارية،  مما يثير مخاوف بشأن فعالية هذا النهج كرادع أو طارد لأسماك القرش لحماية مستخدمي المياه.

## الانتقائية
كما هو متوقع، لا يتم صد الأسماك العظميّة من خلال تحرير الكاتيونات الموجبة للمعدن الكهروضوئي في مياه البحر. هذا لأن هذا النوع من الأسماك يفتقر إلى أمبولة لورنزيني. تم تأكيد استجابة الأسماك العظميّة باستخدام سكل ورخاش المحيط الهادئ. في يوليو 2008، تم الإبلاغ عن صيد سمك أبو سيف على خطافات تجريبية تمت معالجتها بمعدن حساس للكهرباء.

## الفعاليّة
كما هو الحال مع جميع طارد أسماك القرش، لن تتحقق فعالية 100٪ باستخدام المعادن الحساسة للكهرباء. تكون المعادن فعالة بشكل خاص عندما يعتمد سمك القرش على قوتها الكهربية. من المحتمل أن تكون المعادن الإيجابية للكهرباء غير فعالة بالنسبة لأسماك القرش التي يتم تحفيزها عن عمد (المصغّرة)، وتغذية أسماك القرش بشكل تنافسي. المعادن مفيدة للغاية في بيئة المصايد التجارية، وربما في مصايد الأسماك الترفيهية والحرفية.